# Anonconotus ligustinus
Anonconotus ligustinus is een rechtvleugelig insect uit de familie sabelsprinkhanen (Tettigoniidae). De wetenschappelijke naam van deze soort is voor het eerst geldig gepubliceerd in 2002 door Galvagni.
1. ↑  (en) Anonconotus ligustinus op de IUCN Red List of Threatened Species.